# Cirratulus cirratus
Cirratulus cirratus (лат.) — вид морских кольчатых червей из семейства Cirratulidae отряда Terebellida из подкласса Sedentaria класса многощетинковых. В ископаемом виде неизвестны.

## Внешний вид и строение
Вырастает до тридцати сантиметров в длину и имеет до 150 сегментов. Тело тонкое, оранжевое, розоватое или коричневатое. Простомиум или голова представляет собой тупой конус с рядом из 4-8 больших черных глаз по обе стороны. Первый сегмент несет две группы щупалец количеством до восьми. Вдоль тела с интервалами расположены пары длинных тонких жабр, которые выглядят как масса красноватых нитей. Короткие, тупые щетинки находятся на сегментах 10-12 и, в большем количестве, на сегментах 20-23.

## Распространение и среда обитания
Встречается в Атлантическом и Тихом океанах от тропических до полярных вод, в основном в Северном полушарии. В основном живёт в норах на литорали в иле или илистом песке, часто под или между камнями.

## Биология
Cirratulus cirratus — фильтратор, улавливает проплывающие мимо частицы своими щупальцами и переносит их в рот.
Раздельнополы, становятся сексуально активными скачкообразно с интервалом в один-два года. Самцы в это время белые, а самки желтоватые из-за ооцитов в их целоме. После оплодотворения ооциты прилипают к камням в желеобразной массе. Через шесть дней из них вылупляются реснитчатые личинки-посттрохофоры. Они живут за счет желточного мешка около двадцати четырёх дней, прежде чем оседают и начинают питаться. Было зарегистрировано бесполое размножение с помощью клонов, растущих из задней части червя, но таксономический статус Cirratulus постоянно пересматривается, и этот отчет может относиться к другому виду.